# Eriovixia patulisus
Espèce
Synonymes
- Tukaraneus patulisus Barrion & Litsinger, 1995

Eriovixia patulisus est une espèce d'araignées aranéomorphes de la famille des Araneidae.

## Distribution
Cette espèce se rencontre aux Philippines et en Inde.

## Description
Le mâle holotype mesure 4,70 mm.

## Publication originale
- Barrion & Litsinger, 1995 : Riceland Spiders of South and Southeast Asia. CAB International, Wallingford, p. 1-700.